# محمد حسين بن يحيى النوري
الشيخ محمد حسين بن يحيى النوري المازندراني (ت. 1133 هـ). رجل دين وفقيه ومُحدّث ومُفسّر شيعي إيراني، وقد اشتهر بكونه أحد شُرّاح كتاب الكافي والمُحشّين عليه. وكان من تلامذة محمد باقر المجلسي؛ حيث قرأ عليه كتاب تهذيب الأحكام، وكتاب من لا يحضره الفقيه، وقد كتب له إجازة وإنهاءاً في نهاية كتاب من لا يحضره الفقيه، وقال فيها: ”أنهاه المولى الأولى الفاضل الكامل الصالح الفالح التقي البهي المتوقد الذكي الألمعي فأجزت له أدام الله تعالى تأييده أن يروي عني هذا الكتاب وسائر كتب الأخبار المأثورة عن أهل بيت الرسالة صلوات الله عليهم“.

## مؤلفاته
| - شرح أصول الكافي. شرحٌ على كتاب الكافي للكليني. - حاشية أصول الكافي. - تفسير القرآن الكريم. | - منهج الفلاح. - صلاة المسافر. - ملخص مقدار من كتاب البحار. مُلخّصٌ للربع الأخير من المجلد الثامن عشر من كتاب البحار. |

### كتب
- تلامذة المجلسي. السيد أحمد الحسيني، طبع قم - إيران، 1410 هـ، منشورات مكتبة آية الله المرعشي النجفي.
- إجازات الحديث للعلامة المجلسي. السيد أحمد الحسيني، طبع قم - إيران، 1410 هـ، منشورات مكتبة آية الله المرعشي النجفي.
- أعيان الشيعة. محسن الأمين، طبع بيروت - لبنان، تاريخ الطبع مفقود، منشورات دار التعارف.
- الكليني والكافي. عبد الرسول الغفّار، طبع قم - إيران، 1416 هـ، منشورات مؤسسة النشر الإسلامي التابعة لجماعة المدرسين بقم.
- الذريعة إلى تصانيف الشيعة. آغا بزرگ الطهراني، طبع بيروت - لبنان، تاريخ الطبع مفقود، منشورات دار الأضواء.

### إشارات مرجعية
1. 1 2  
الحسيني، السيد أحمد. تلامذة المجلسي. ص. 96. مؤرشف من الأصل في 2013-10-30.
2. 1 2 3  
الحسيني، السيد أحمد. إجازات الحديث للعلامة المجلسي. ص. 195. مؤرشف من الأصل في 2019-01-17.
3. 1 2  
الغفّار، عبد الرسول. الكليني والكافي. ص. 444. مؤرشف من الأصل في 2018-10-02.
4. 1 2 3  
الأمين، محسن. أعيان الشيعة - ج9. ص. 254. مؤرشف من الأصل في 2019-12-13.
5. 1 2 3 4 5 6 7  
الحسيني، السيد أحمد. تلامذة المجلسي. ص. 95. مؤرشف من الأصل في 2013-10-30.